# 泰山明志書院
泰山明志書院，位於臺灣新北市泰山區義學里，為北臺灣最早的書院，乾隆二十六年（1763年）設，乾隆四十八年（1781年）本部遷往竹塹城，今樣貌為2004年重修，列歷史建築。

## 歷史

### 北台首學
乾隆二十八年（1763年），胡焯猷捐出坪頂山一進五廳的瓦屋、十二間廂房、八十甲水田設立義塾。在臺灣府淡水撫民同知胡邦翰呈請上級正式將義塾改立為書院後，次年由閩浙總督楊廷璋，立下興直堡新建明志書院碑。楊廷璋特地引諸葛亮《誡子書》「非澹泊無以明志，非寧靜無以致遠」，定名為「明志書院」。該碑便置於大廳東壁上。乾隆三十四年（1769年），新莊中港厝監生郭宗嘏捐獻長道坑、八里坌等莊田一百六十一甲六分、園二十九甲二分，使明志書院經費充裕。
因泰山明志書院為大甲溪以北最早的書院，故稱為「北台首學」。直到道光二十三年（1843年）艋舺地區才又設立了北台灣第二所書院學海書院。

### 本部遷移
乾隆四十六年（1781年），淡水同知將明志書院本部遷往新竹縣城作竹塹明志書院，原址依然招收學生。道光年間，泰山明志書院傾毀，淡水廳同知婁雲續修。至同治年間，《淡水廳志》已紀錄「今僅存正屋三間，中廳供朱子神位，……餘屋久圮」。同治十三年（1874年）修建惜字亭，取「敬文亭」。光緒二十一年（1895年），改名「新莊山腳義塾」。舊址改稱為「新莊山腳義塾」後，因此泰山鄉才有義學村的稱呼。
1920年，泰山明志書院因颱風侵襲崩塌。1921年，胡焯猷後人胡全發起募捐，但籌募經費只能建一進三間。據胡焯猷後代成員的胡周麵芋回憶，早年每逢初一、十五時她都會帶著香火及牲禮來書院祭拜。早年左右兩側因為飼養魚苗，而被地方老者喚名「魚栽寮仔」。

### 地遭侵占

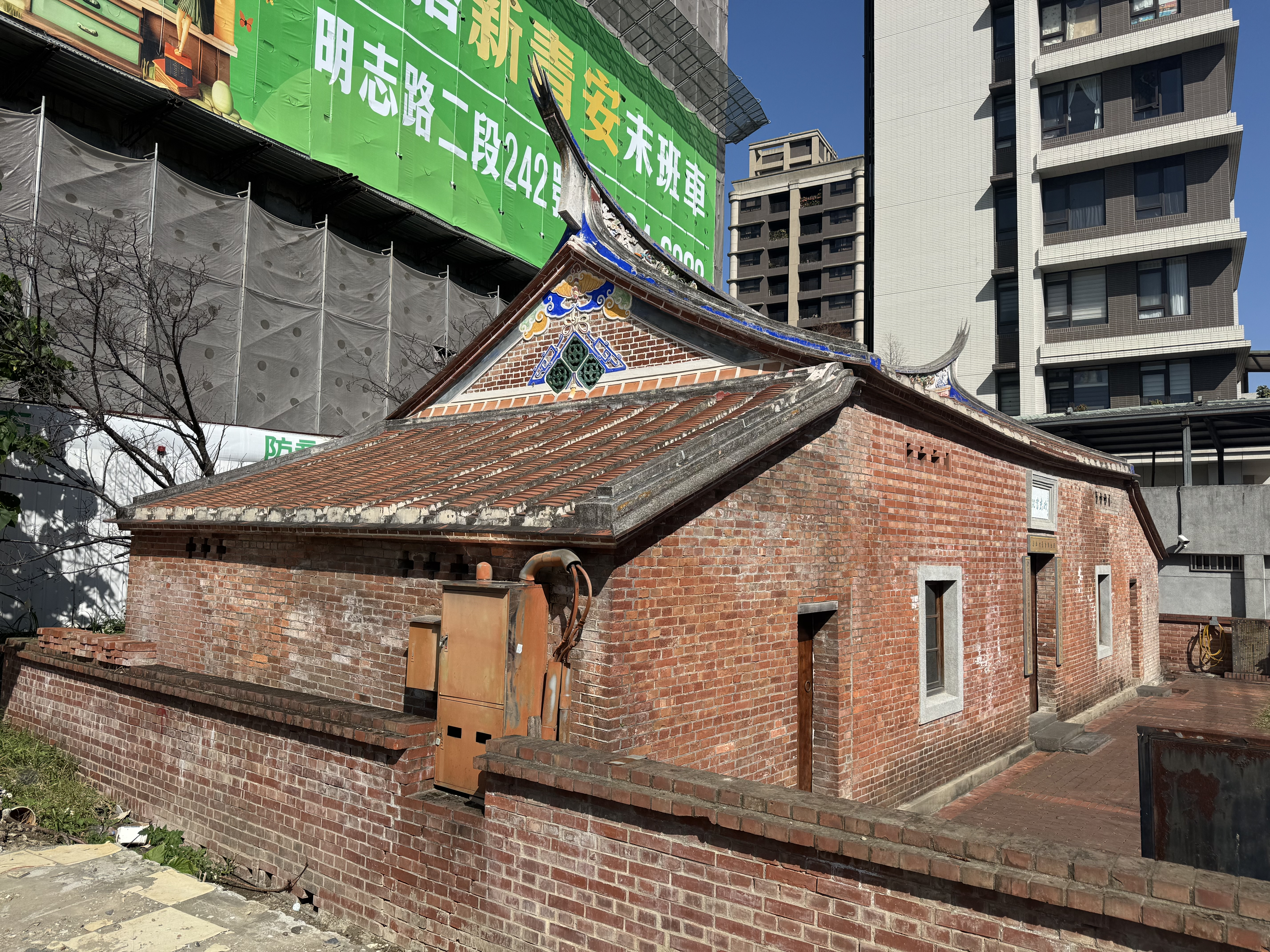
書院燕尾與旁側

泰山明志書院原先名下土地850坪。1976年，泰山明志書院管理人胡卯成過世，長年缺乏管理。周邊土地的承租人便提出告訴確認權利關係，因「被告未出庭辯論」而獲勝訴，便獲得這些土地的地役權，甚至變更書院建築形式、結構。1978年，王姓家族申請設定泰山明志書院地上權。其72建坪多的地上權、地上物也歸為王姓家族所有。
到1980年報導，桂文亞所見是景象殘破，入口聯「窮理致知反躬實踐傳聖道應尊朱夫子」、「捨宅建祠捐資興學惠鄉里當數胡夫子」，進去可見朱熹神位與胡焯猷祿位，東廂變成經營雜貨生意兼郵政代辦所。1990年代起，王姓家族將土地出租，每年租金可觀。黃中興在鄉長任內，想要將泰山明志書院納入鄉公所管理整修，但因產權爭議而失敗。
至1998年，書院已連屋頂燕尾都已破壞、正門所懸「明志書院」連「明」字都不見。地方人士認為泰山明志書院與泰山鄉淵源頗深，明志路、明志技術學院、明志社區都取自明志書院，因此明志社區發展協會理事長張再旺、社區監事朱凱義等發起取列古蹟保護。原先計畫列為古蹟，但沒獲得持有者之一王姓男子同意。之後鄉公所與所有權人協調搶修，但2001年9月、11月都遭王姓家族拒絕。

### 重建過程

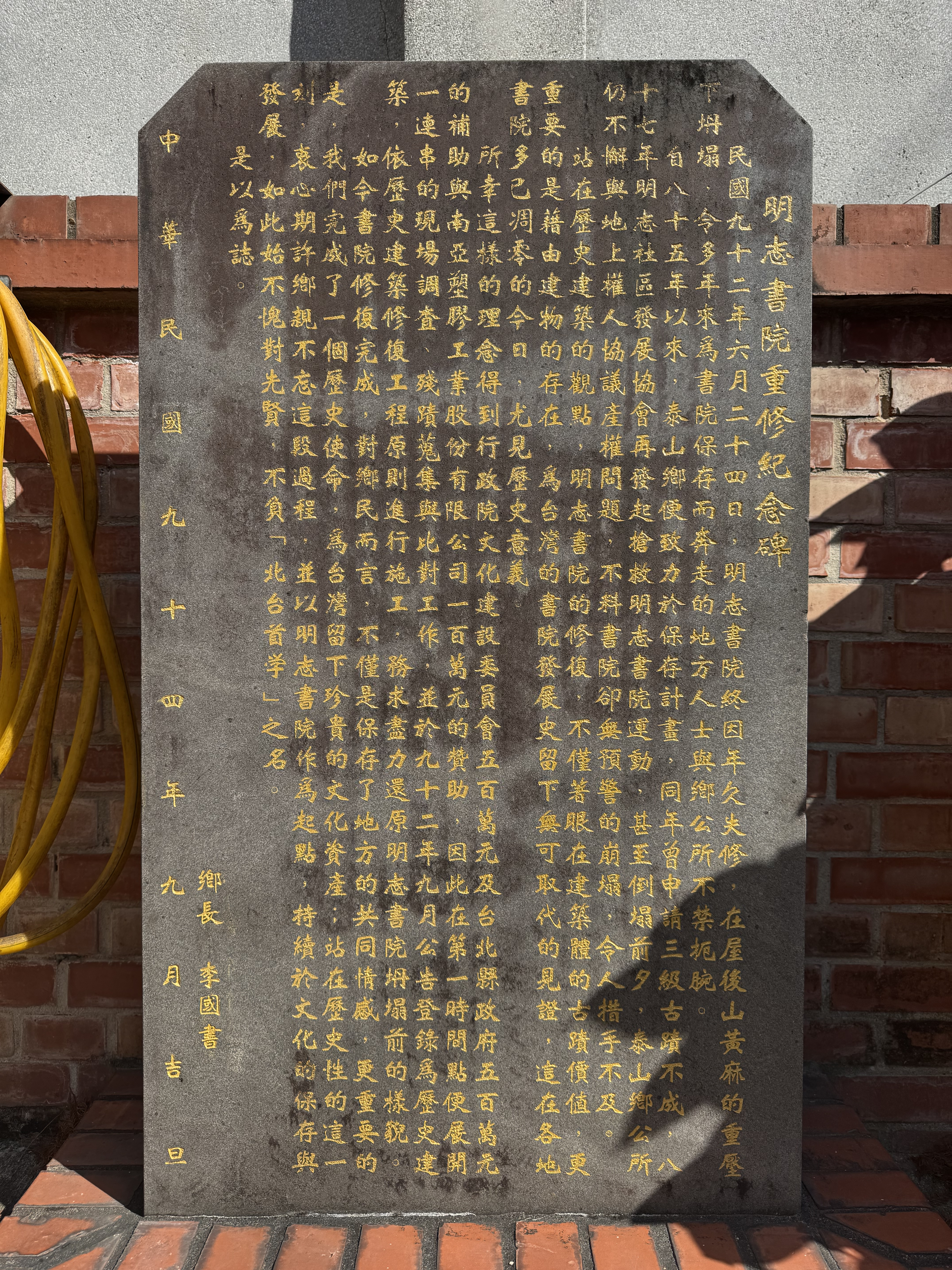
明志書院重修碑記

2003年初，地方人士才說服地主，讓鄉公所先以新台幣六十五萬整修。但同年6月24日上午8點40分許，書院一旁的山黃麻倒下，摧毀書院正殿。
為重建，縣政府分別撥款五百萬元，加上王永慶撥款一百萬元。2004年10月19日，縣政通過泰山明志書院地主可減免房屋、地價稅。王姓家族搶先在政府將土地從住宅區變為文教公園用地前，先將後方185坪土地賣與建商蓋大廈，導致日後的景觀受損。11月底開始重建。2005年9月26日復建完工，鄉長李國書、前鄉長黃中興、胡家後代等出席。建物加庭園共98坪。
自李國書鄉長後，定每年9月28日舉辦紀念活動。2024年10月17日，泰山區長鄭淑敏、明志書院主委李江河等舉行261周年慶與興直堡新建明志書院碑復刻揭碑儀式。